# العلاقات التشيكية السورية
العلاقات التشيكية السورية هي العلاقات الثنائية التي تجمع بين التشيك وسوريا.

## مقارنة بين البلدين
هذه مقارنة عامة ومرجعية للدولتين:
| وجه المقارنة                                              | التشيك                                                                            | سوريا                    |
| --------------------------------------------------------- | --------------------------------------------------------------------------------- | ------------------------ |
| المساحة (كم2)                                             | 78.87 ألف                                                                         | 185.18 ألف               |
| عدد السكان (نسمة)                                         | 10.52 مليون                                                                       | 18.27 مليون              |
| الكثافة السكانية (ن./كم²)                                 | 133.38                                                                            | 98.66                    |
| العاصمة                                                   | براغ                                                                              | دمشق                     |
| اللغة الرسمية                                             | اللغة التشيكية                                                                    | اللغة العربية            |
| العملة                                                    | كرونة تشيكية، كرونة تشيكوسلوفاكية                                                 | ليرة سورية               |
| الناتج المحلي الإجمالي (بليون دولار)                      | 215.73 مليار                                                                      | 60.20 مليار              |
| الناتج المحلي الإجمالي (تعادل القوة الشرائية) بليون دولار | 356.15 مليار                                                                      |                          |
| الناتج المحلي الإجمالي الاسمي للفرد دولار أمريكي          | 17.55 ألف                                                                         |                          |
| الناتج المحلي الإجمالي للفرد دولار أمريكي                 | 31.19 ألف                                                                         |                          |
| مؤشر التنمية البشرية                                      | 0.878                                                                             | 0.594                    |
| رمز المكالمات الدولي                                      | +420                                                                              | +963                     |
| رمز الإنترنت                                              | .cz                                                                               | .sy                      |
| المنطقة الزمنية                                           | ت ع م+01:00، ت ع م+02:00، توقيت وسط أوروبا، توقيت وسط أوروبا الصيفي، أوروبا/براغ ‏ | ت ع م+02:00، ت ع م+03:00 |

## مدن متوأمة
في ما يلي قائمة باتفاقيات التوأمة بين مدن تشيكية وسورية:
- ترتبط Mikulov [الإنجليزية]‏ مع قصرين باتفاقية توأمة.

## منظمات دولية مشتركة
يشترك البلدان في عضوية مجموعة من المنظمات الدولية، منها:
| علم المنظمة | اسم المنظمة                               | تاريخ انضمام التشيك | تاريخ انضمام سوريا |
| ----------- | ----------------------------------------- | ------------------- | ------------------ |
|             | مؤسسة التنمية الدولية                     | 1993                | 28 يونيو 1962      |
|             | مؤسسة التمويل الدولية                     | 1993                | 28 يونيو 1962      |
|             | منظمة حظر الأسلحة الكيميائية              | ?                   | ?                  |
|             | الأمم المتحدة                             | 19 يناير 1993       | 24 أكتوبر 1945     |
|             | الاتحاد الدولي للاتصالات                  | 1993                | 12 يناير 1924      |
|             | منظمة الشرطة الجنائية الدولية             | ?                   | ?                  |
|             | البنك الدولي للإنشاء والتعمير             | 1993                | 10 أبريل 1947      |
|             | الاتحاد البريدي العالمي                   | ?                   | ?                  |
|             | المركز الدولي لتسوية المنازعات الاستشارية | 22 أبريل 1993       | 24 فبراير 2006     |
|             | وكالة ضمان الاستثمار متعدد الأطراف        | 1993                | 14 مايو 2002       |
|             | يونسكو                                    | 22 فبراير 1993      | 16 نوفمبر 1946     |

## وصلات خارجية
- موقع وزارة الخارجية التشيكية